# Cavariella hendersoni
Cavariella hendersoni är en insektsart som beskrevs av Frank Hall Knowlton och C.F. Smith 1936. Cavariella hendersoni ingår i släktet Cavariella och familjen långrörsbladlöss. Inga underarter finns listade i Catalogue of Life.